# 前457年
| 千纪： | 前1千纪 |
| 世纪： | 前6世纪 \| 前5世纪 \| 前4世纪 |
| 年代： | 前480年代 \| 前470年代 \| 前460年代 \| 前450年代 \| 前440年代 \| 前430年代 \| 前420年代                                                                                                   |
| 年份： | 前462年 \| 前461年 \| 前460年 \| 前459年 \| 前458年 \| 前457年 \| 前456年 \| 前455年 \| 前454年 \| 前453年 \| 前452年                                                                     |
| 纪年： | 周貞定王十二年 魯悼公十一年 齊平公二十四年 晉出公十八年 趙襄子十九年 秦厉共公二十年 楚惠王三十二年 宋昭公十二年 衛敬公八年 蔡声侯十五年 鄭哀公六年 燕孝公三十六年 越王不壽元年 杞出公四年 |

## 大事記
- 晉國六卿中的趙氏、韓氏、魏氏與智伯，共同瓜分范氏、中行氏領地。
- 晉國智伯瑤向魏氏、韓氏索求萬戶之邑，魏桓子、韓康子皆隱忍而同意。
- 智伯瑤向趙氏索求藺、狼皋兩邑地時，被趙襄子拒絕。
- 晉國韓、趙、魏、智四家大夫趕走晉出公，立戴子雍的孫子驕為君，是為晉哀公。
- 晉國派新稚穆子伐中山國，直插中山腹地，佔領左人、中人（今河北唐縣），「一日下兩城」。
- 秦厲共公親自率軍討伐綿諸。